# The Double (2011)
The Double is het verhaal van een gepensioneerde CIA-agent die wordt gekoppeld aan een jonge FBI-agent om de moord op een senator op te lossen, waarbij alle tekenen wijzen naar een Russische moordenaar.

## Verhaal
Het verhaal begint met een mysterieuze moord op een senator, alle tekenen wijzen naar een Russische moordenaar, die lang geleden dood gewaand was. Om de moordenaar te vinden wordt een gepensioneerde CIA-agent, die zijn hele carrière de strijd aanging met zijn Russische rivaal, gekoppeld aan een jonge FBI-agent.

## Rolverdeling
- Martin Sheen
- Odette Yustman
- Stana Katic
- Topher Grace
- Richard Gere
- Stephen Moyer
- Chris Marquette